# 밸린더 조핼
밸린더 조핼(Balinder Johal)은 인도의 배우이다.

## 출연 작품
- 뜻밖의 룸메이트 (2017년)
- 비바 보이즈 (2015년)
- 자트 & 줄리엣 2 (2013년)
- 패신저스 (2008년)
- 푸시캣 클럽 (2001년)
- 달콤한 거짓말 (1998년)
- Gunfighter's Moon (1995)

### 텔레비전
- 사이크 (2008)
- 스몰빌 (2009)
- 생츄어리 (2010)
- 시간여행자 (2016)
- 프리즌 브레이크 (2017)
- 슈퍼걸 (2019)
- 옐로우재킷 (2021)